# Alfarería en la provincia de León
La alfarería en la provincia de León (España), además de los materiales arqueológicos clasificados antes de y durante la Hispania romana (con referencias puntuales en Valencia de Don Juan y Astorga), ha tenido en las tierras altoleonesas una menguada producción, destacando sin embargo el foco de Jiménez de Jamuz, que en la década de 1960 llegó a tener activos una veintena de alfares, y gremio de alfareros entre 1945-1973.
Desde el último tercio del siglo xx se ha recuperado la actividad alfarera y el diseño cerámico de cacharrería, para uso decorativo y mercado turístico, en los alfares instalados en Camponaraya, Trobajo del Camino, La Bañeza, Manzaneda de Torio, Carucedo, Sariegos y León capital. En el capítulo de los juguetes de terracota y las figuritas de nacimientos y belenes son destacables los trabajos de la alfarera Pilar Tirados, instalada en Coladilla.

## Historia
A pesar de quedar lejos de la zona de influencia musulmana, puede rastrearse alfarería de la zona en el siglo xvi, en las Relaciones topográficas de Felipe II, y en el siglo xviii en el Catastro de Ensenada (1752) y en las Memorias políticas y económicas de Eugenio Larruga (1792). Del xix queda noticia de cierta actividad en barrios alfareros locales censada en el Diccionario geográfico-estadístico-histórico de España y sus posesiones de Ultramar. Ya en el xx, son orientativos los trabajos de campo realizados por Luis Cortes, mediado dicho siglo, y ya entre 1960 y 1978 por etnólogos alemanes y Natacha Seseña. También está presente en las colecciones del Equipo Adobe o las reunidas en el Museo de Artes y Tradiciones Populares por Guadalupe González-Hontoria.

### Foco de Jiménez de Jamuz
La Guía de los alfares de España de 1997 señala actividad en varios talleres de Jiménez de Jamuz, al sur de la provincia leonesa, censando los alfares de Vicente y Francisco Sanjuan Benavente, Esteban García Sanjuan y Andrés Murciego Cabañes o Teresa García, produciendo alfarería de basto y vidriada (ánforas, cántaros de boquina, botijos, jarros, porrones, ollas, tazas, barriles, tarteras, soperas, etc.) y sus famosos botijos con forma de fraile barrigón y las jarras de trampa de Valentín Peñin de Blas, más conocido como “El Paloma”, mote que heredaría su hijo Constancio. También menciona esta guía el taller de Benito Pérez García en Carrizo de la Ribera, con piezas ‘curiosas’ como los paragüeros pintados en frío.
Varios estudios realizados por Concha Casado entre 1979 y final del siglo sobre la alfarería de Jiménez de Jamuz, documentan la existencia de olleros que trabajaban en 1752, y que dos siglos después se mantenían en el oficio miembros de las familias Sanjuán y Peñín. Ya en el siglo xxi se mencionan los alfares de García Celada y Sanjuan-Peñín. 
La colección de cerámica nacional del Museo de Chinchilla de Montearagón presenta piezas de los mencionados Murciego, la familia Sanjuan y de Constancio “El Paloma”.

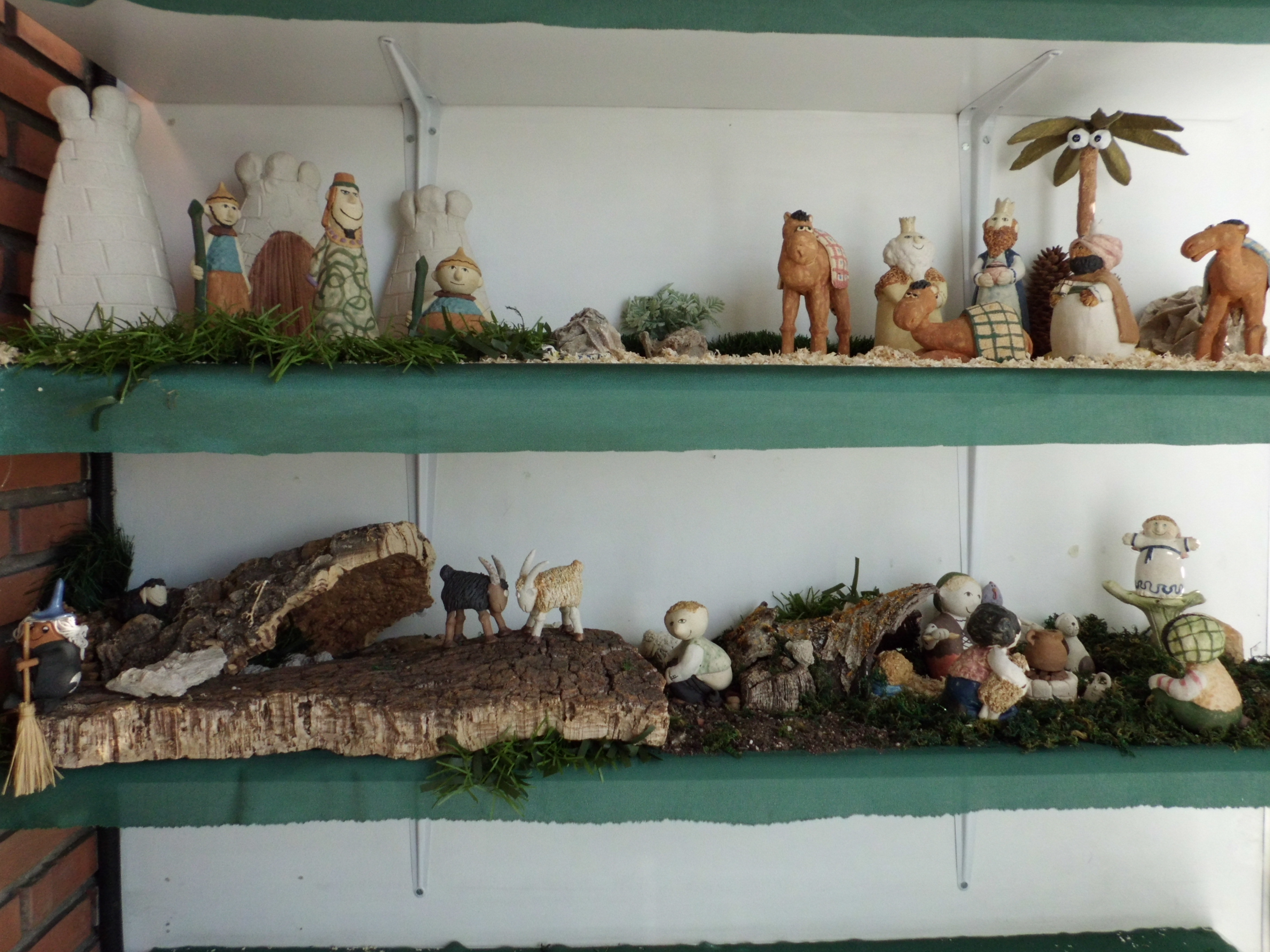
Figuritas de Belén (Coladilla, Pilar Tirados)
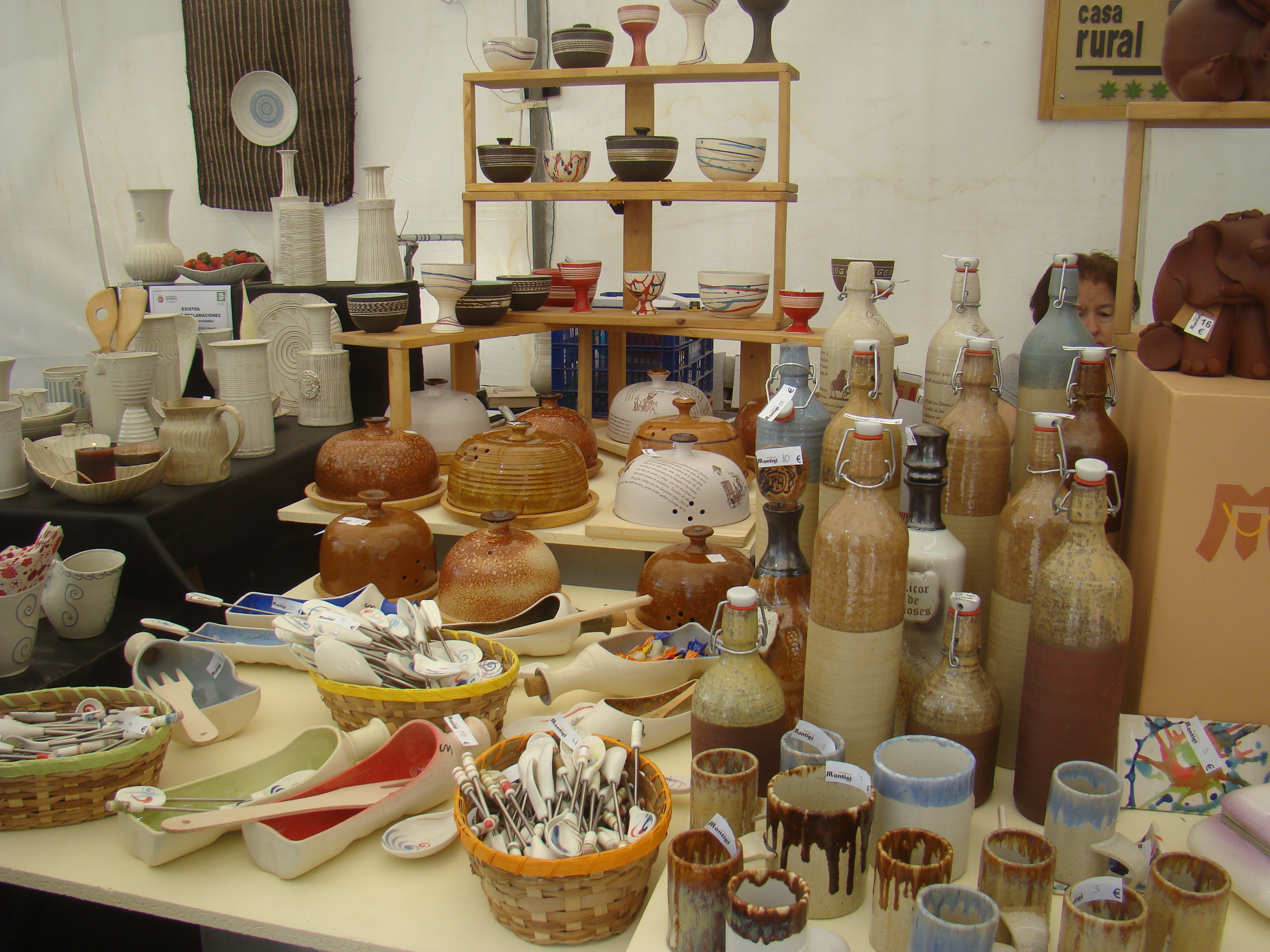
Cerámicas de Trobajo del Camino
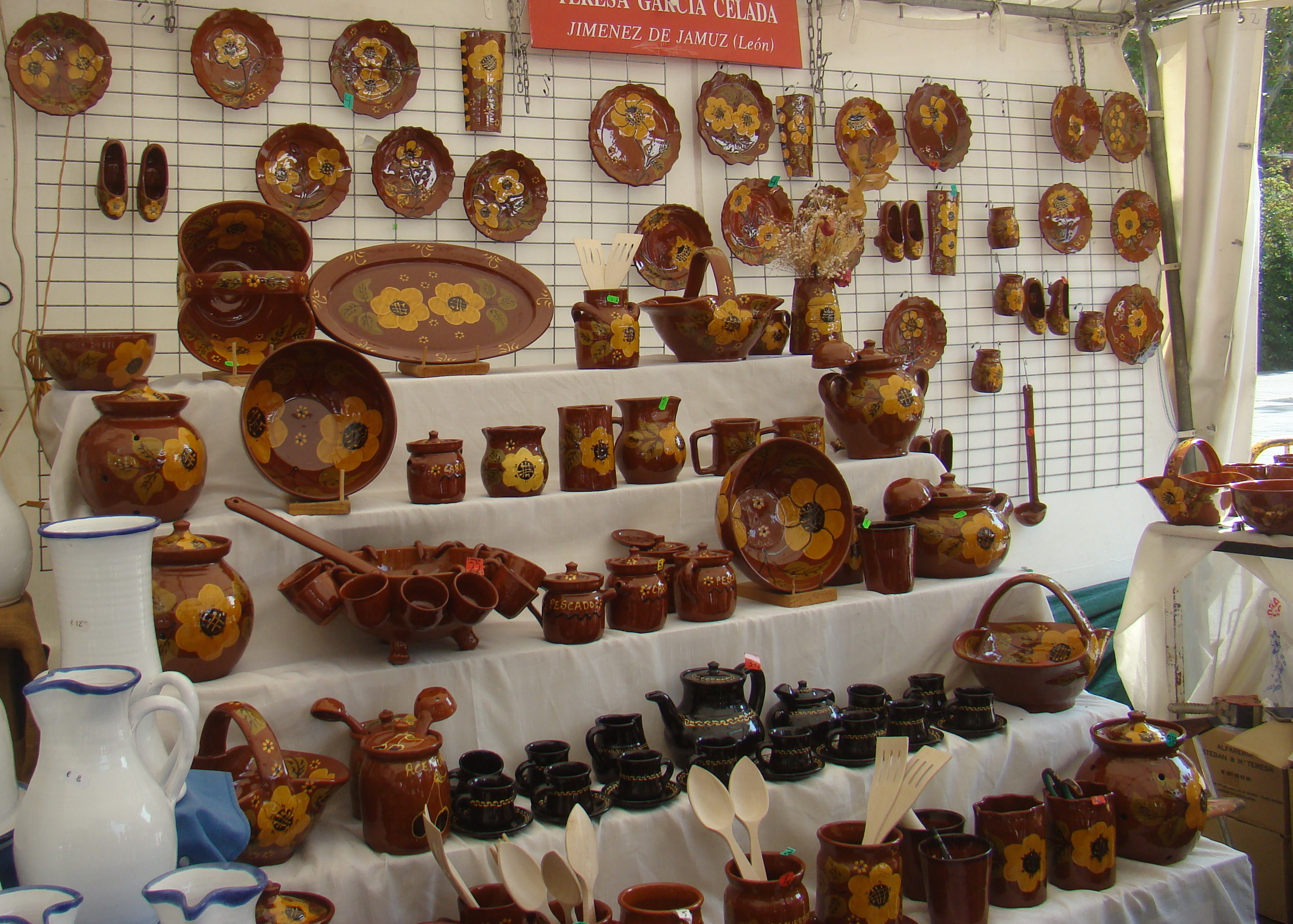
Alfarería tradicional de Jiménez de Jamuz
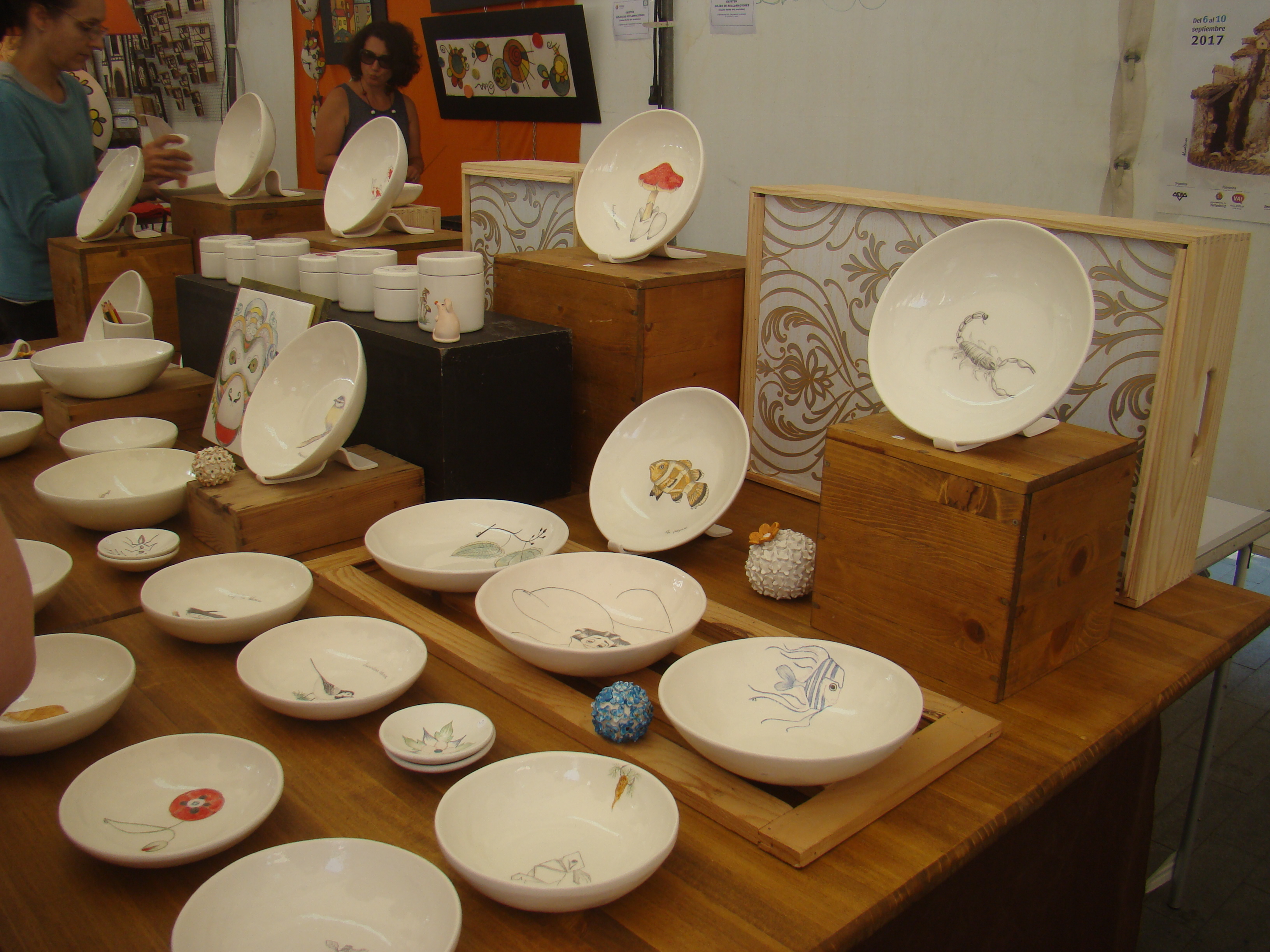
Loza de Camponaraya
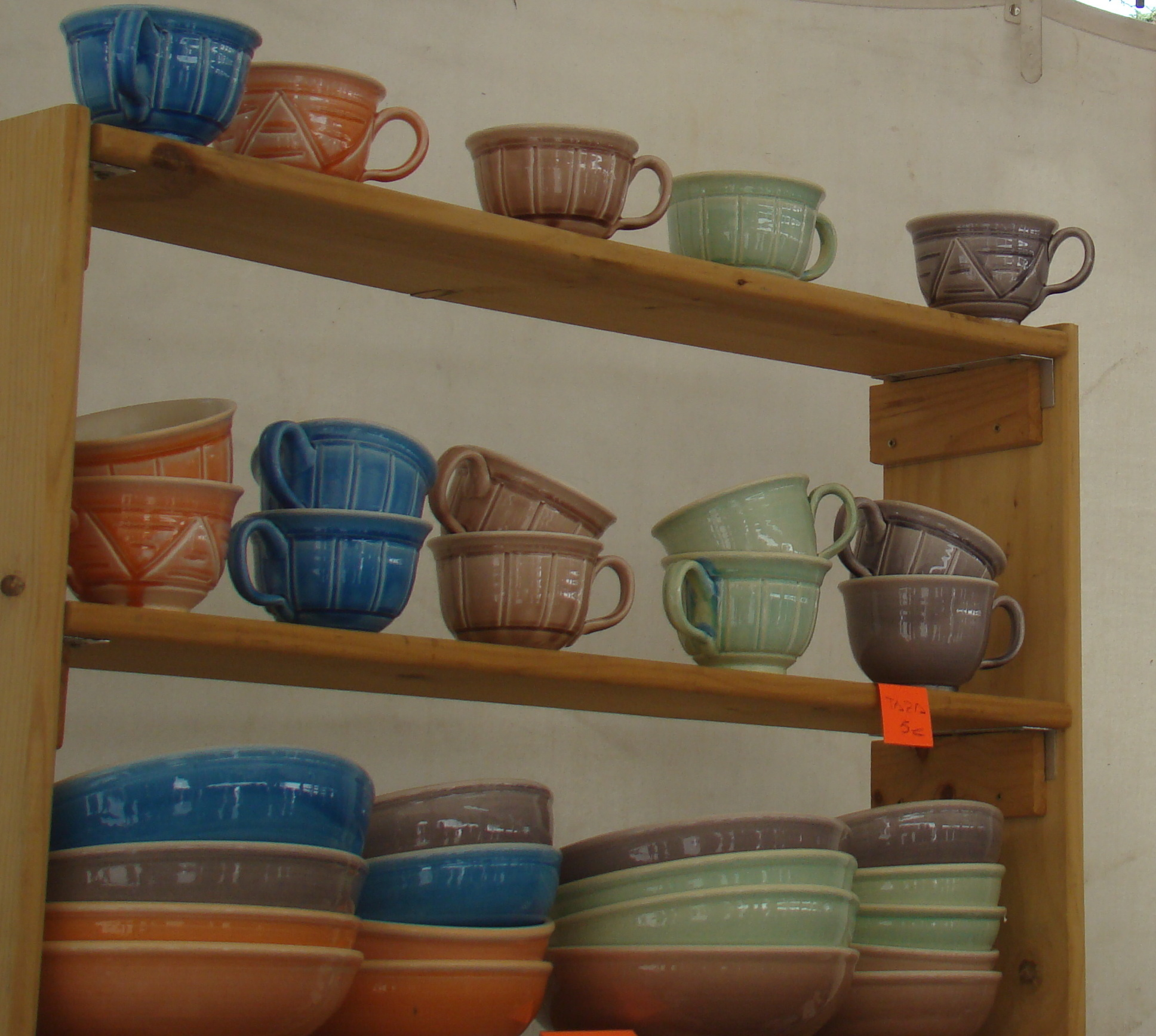
Loza de La Bañeza

## Un museo del botijo
En Toral de los Guzmanes se encuentra instalado en el castillo-palacio de los Guzmanes, el museo del botijo de la colección de Jesús Gil-Gibernau, considerada la mayor muestra de botijos existente en el mundo, con cerca de dos mil cuatrocientas piezas expuestas, de distintas épocas de la alfarería dentro y fuera de España.